# 聖瑪麗卡永區
聖瑪麗卡永區是聖基茨和尼維斯的14個區之一，位於聖基茨島東部，北面和東面是加勒比海，南毗聖彼得巴塞特萊區，西鄰基督教會尼古拉鎮區，首府設於卡永，面積15平方公里，2001年人口3,374，人口密度每平方公里224.93人。

## 村鎮
該區首府為卡永。其他村莊包括Key's、奥特利斯和Lodge。全部位於區中央帶的主道路上。肥沃農田也位於中央帶。
其他村莊：
- Lodge
- 奥特利斯（英语：Ottley's）
- Little Italy
- Spooner's
- Keys